# Cònica

Les còniques són de tres tipus: paràboles (1); el·lipses, incloent-hi circumferències (2); i hipèrboles (3).

Tipus de seccions còniques

En matemàtiques, una secció cònica (o simplement cònica) és una corba obtinguda com la intersecció de la superfície d'un con amb un pla. Els tres tipus de secció cònica són la hipèrbola, la paràbola i l'el·lipse; la circumferència és un cas especial de l'el·lipse, tot i que històricament de vegades se la considerava un quart tipus. Els antics matemàtics grecs van estudiar seccions còniques, culminant cap al 200 aC amb el treball sistemàtic d'Apol·loni de Perge sobre les seves propietats.

## Etimologia
La primera definició coneguda de secció cònica sorgeix en l'antiga Grècia, al voltant de l'any 340 a. C., (Menecme) quan van ser definides com seccions «d'un con circular recte». Els noms d'hipèrbola, paràbola i el·lipse es deuen a Apol·loni de Perge.
Actualment, les seccions còniques poder definir-se de diverses maneres; aquestas definicions provenen de les diverses branques de les matemàtiques com la geometria analítica, la geometria projectiva, etc.

## Característiques
Una secció cònica o  cònica és una corba definida en un pla, pels punts que anul·len un polinomi quadràtic de la forma:
en què A, B i C no són tots tres nuls.

Paràmetres d'una el·lipse: 2a eix major; 2b eix menor; ℓ semilatus

Les seccions còniques són exactament aquelles corbes que, per a un punt F, una línia de L que no conté F i un nombre no negatiu e, són els llocs geomètrics dels punts la distància dels quals a F és igual a e vegades la seva distància a L. F s'anomena focus, L la directriu, i e l'excentricitat.
L'excentricitat lineal (c) és la distància entre el centre i el focus (o qualsevol dels dos focus).
El latus rectum (2ℓ) és la corda paral·lela a la directriu i que passa pel focus (o qualsevol dels dos focus).
El semilatus rectum (ℓ) és la meitat del latus rectum.
El paràmetre focal (p) és la distància des del focus (o qualsevol dels dos focus) a la directriu.
Es tenen les relacions següents: 
- {\displaystyle pe=\ell }
- {\displaystyle ae=c}

Diversos paràmetres s'associen amb una secció cònica, com es mostra en la taula següent. (Per a l'el·lipse, la taula dona el cas d'a > b, per als quals l'eix major és horitzontal; per al cas invers, l'intercanvi dels símbols a i b. Per a la hipèrbola, l'oest a l'est. En tots els casos, a i b són positius.) 
| secció cònica  | equació                                                         | excentricitat (e)                                  | excentricitat lineal (c)              | semilatus rectum (ℓ)               | paràmetre focal (p)                                  |
| -------------- | --------------------------------------------------------------- | -------------------------------------------------- | ------------------------------------- | ---------------------------------- | ---------------------------------------------------- |
| Circumferència | {\displaystyle x^{2}+y^{2}=a^{2}\,}                             | {\displaystyle 0\,}                                | {\displaystyle 0\,}                   | {\displaystyle a\,}                | {\displaystyle \infty }                              |
| El·lipse       | {\displaystyle {\frac {x^{2}}{a^{2}}}+{\frac {y^{2}}{b^{2}}}=1} | {\displaystyle {\sqrt {1-{\frac {b^{2}}{a^{2}}}}}} | {\displaystyle {\sqrt {a^{2}-b^{2}}}} | {\displaystyle {\frac {b^{2}}{a}}} | {\displaystyle {\frac {b^{2}}{\sqrt {a^{2}-b^{2}}}}} |
| Paràbola       | {\displaystyle y^{2}=4ax\,}                                     | {\displaystyle 1\,}                                | {\displaystyle a\,}                   | {\displaystyle 2a\,}               | {\displaystyle 2a\,}                                 |
| Hipèrbola      | {\displaystyle {\frac {x^{2}}{a^{2}}}-{\frac {y^{2}}{b^{2}}}=1} | {\displaystyle {\sqrt {1+{\frac {b^{2}}{a^{2}}}}}} | {\displaystyle {\sqrt {a^{2}+b^{2}}}} | {\displaystyle {\frac {b^{2}}{a}}} | {\displaystyle {\frac {b^{2}}{\sqrt {a^{2}+b^{2}}}}} |

## Visió geomètrica

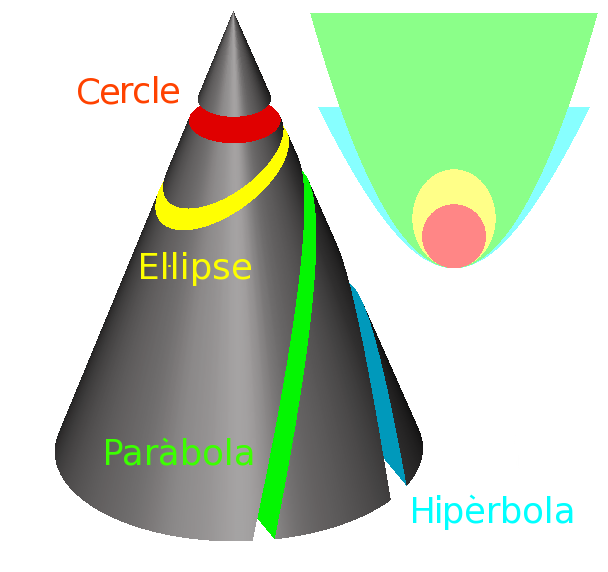
Tipus de seccions còniques

Es pot demostrar que, donat un polinomi quadràtic, sempre és possible trobar un con, real o imaginari, amb una intersecció amb el pla que ve donada pel polinomi d'origen.
En el cas real, és fàcil trobar les diferents possibilitats:
- Si el pla no passa pel vèrtex del con, segons l'angle d'intersecció ens trobarem:
  - El·lipse: una corba tancada. Un cas particular d'el·lipse és una circumferència si el pla de l'el·lipse és perpendicular a l'eix del con, és a dir, paral·lel a la base.
  - Paràbola: una corba oberta.
  - Hipèrbola: dues corbes obertes.
- Si el pla passa pel vèrtex del con:
  - Un punt
  - Una recta
  - Dues rectes.

Les còniques no són res més que un cas particular de quàdriques, com les projeccions d'una superfície cònica sobre el pla.

## Forma canònica
L'anterior equació {\displaystyle (Ax^{2}+By^{2}+2Cxy)+(2Dx+2Ey)+F=0\,} la podem escriure de la forma matricial
{\displaystyle X^{\prime }MX=0\,}
En què:	
{\displaystyle X={\begin{pmatrix}x\\y\\1\end{pmatrix}}\,}
{\displaystyle M={\begin{pmatrix}A&C&D\\C&B&E\\D&E&F\end{pmatrix}}\,}
Segons la forma canònica que adopti la matriu {\displaystyle M\,}, trobem les diferents solucions que tenen les còniques
({\displaystyle a,b,m\,} són valors reals, diferents de {\displaystyle 0\,}):
| {\displaystyle {\frac {x^{2}}{a^{2}}}+{\frac {y^{2}}{b^{2}}}=-1\,} | el·lipse imaginària                    |
| {\displaystyle {\frac {x^{2}}{a^{2}}}+{\frac {y^{2}}{b^{2}}}=1\,}  | el·lipse real                          |
| {\displaystyle {\frac {x^{2}}{a^{2}}}+{\frac {y^{2}}{b^{2}}}=0\,}  | dues rectes imaginàries no paral·leles |
| {\displaystyle {\frac {x^{2}}{a^{2}}}-{\frac {y^{2}}{b^{2}}}=1\,}  | hipèrbola                              |
| {\displaystyle {\frac {x^{2}}{a^{2}}}-{\frac {y^{2}}{b^{2}}}=0\,}  | dues rectes reals no paral·leles       |
| {\displaystyle y=mx^{2}\,}                                         | paràbola                               |
| {\displaystyle a^{2}x^{2}=-1\,}                                    | dues rectes imaginàries paral·leles    |
| {\displaystyle a^{2}x^{2}=1\,}                                     | dues rectes reals paral·leles          |
| {\displaystyle mx^{2}=0\,}                                         | dues rectes coincidents                |
| {\displaystyle x=0\,}                                              | una recta real                         |

També existeix la possibilitat d'un conjunt buit i la de tot el pla.

## Aplicacions

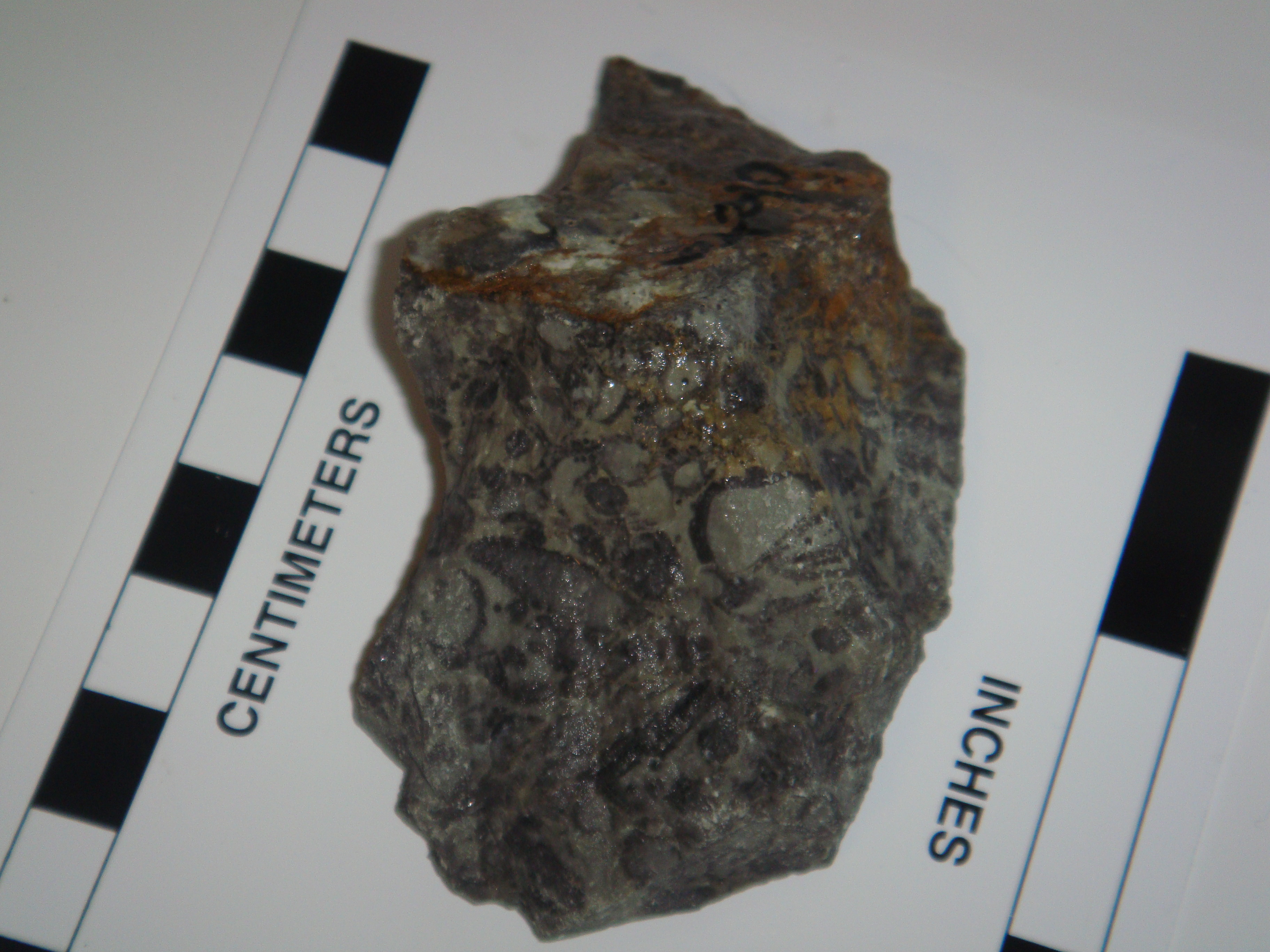
El la forma de paraboloide dels arqueociats produeix seccions còniques en les cares de les roques

Les seccions còniques són important en astronomia: l'òrbita de dos objectes massius que interactuen segons la llei gravitacional universal de Newton són seccions còniques si el seu centre de massa es considera en repòs. Si estan units, traçaran tots dos el·lipses; si s'estan separant, seguiran tots dos paràboles o hipèrboles. Vegeu problema dels dos cossos.
Les propietats reflectives de les seccions còniques s'utilitzen en el disseny de projectors de recerca, telescopis ràdio i alguns telescopis òptics. Els porjectors de recerca utilitzen un mirall parabòlic com a reflector, amb un bulb al focus; i s'utiliza una construcció similar en els micròfons parabòlics. El telescopi òptic Hershel de 4.2 metres a La Palma, a les Illes Canàries, utilitza un mirall primari parabòlic per reflectir la llum cap a un mirall hiperbòlic secundari, que la reflecteix a un focus darrere del primer mirall.